# Orgel von St. Michael (Stadtsteinach)
Die hier beschriebene Orgel aus dem Hause der Nürnberger Orgelbau-Anstalt von Johannes Strebel befindet sich in der katholischen Pfarrkirche St. Michael in Stadtsteinach und zählt zu den vier größten erhaltenen Orgeln dieser Orgelbauerfamilie. Sie ist die einzige Strebel-Orgel, die heute noch in einer katholischen Pfarrkirche erklingt und steht unter Denkmalschutz.

## Vorgängerinstrumente
Folgende Orgeln sind dokumentiert:

### Orgel aus unbekannter Hand
Die älteste Orgel, von der eine Disposition überliefert ist, wurde um 1672 entweder neu errichtet oder wiederhergestellt – vermutlich von Matthias Tretzscher, Kulmbach. Sie hatte 9 Labialregister und mechanische Traktur.
Disposition (dokumentiert von Orgelbauer Johannes Michael Schott):
| I Hauptwerk C–c3 |       |
| Prinzipal        | 8′    |
| Gedackt          | 8′    |
| Voltigampa       | 8′    |
| Kleingedackt     | 4′    |
| Quint            | 3′    |
| Superoktav       | 2′    |
| Quint            | 1 ⁄2′ |
| Mixtur III       |       |

| Pedal C–f |     |
| Supas     | 16′ |

### Neubau von 1774
Infolge eines Neubaus der Pfarrkirche 1772 wurde eine etwas größere Orgel angeschafft. Erbaut wurde sie 1774 unter Verwendung von Teilen des Vorgängerinstruments von Johannes Michael Schott, Bamberg. Sie hatte 12 Labialregister und mechanische Traktur.
Disposition:
| I Hauptwerk C–c3 |    |
| Wahltfleta       | 8′ |
| Getact           | 8′ |
| Flautraver       | 8′ |
| Voltigamba       | 8′ |
| Prinzipal        | 4′ |
| Kleingetact      | 4′ |
| Quint            | 3′ |
| Superoctav       | 2′ |
| Flagnet          | 2′ |
| Mixtur III       |    |

| Pedal C–f  |     |
| Supass     | 16′ |
| Violonbass | 8′  |

### Neubau von 1882
Nachdem die Schott-Orgel mit der Zeit als zu klein für den Kirchenraum empfunden wurde und auch der Reparaturaufwand mehr und mehr gestiegen war, wurde zunächst Augustin Bittner um den Neubau einer größeren Orgel angesucht. Da Bittner 1879 noch während der Finanzierungsphase verstarb, wurde der Auftrag zum Orgelneubau an dessen Neffen, Joseph Bittner, Nürnberg, vergeben. Im Jahr 1882 errichtete er das Instrument mit 17 Labialregistern sowie mechanischer Traktur. Diese Orgel war bereits nach wenigen Monaten nahezu unbrauchbar, weil sich das für die mechanische Traktur verwendete Holz stark verzogen hatte. Aus Finanzierungsgründen erfolgte eine Reparatur erst 1894 durch Orgelbauer Peter Rett, Bamberg.
Disposition (dokumentiert von Orgelbauer Peter Rett):
| I Hauptwerk C–c3 |    |
| Prinzipal        | 8′ |
| Gedeckt          | 8′ |
| Flöte            | 8′ |
| Viola di Gamba   | 8′ |
| Oktav            | 4′ |
| Flöte            | 4′ |
| Quinte           |    |
| Oktave           | 2′ |
| Mixtur IV        | 2′ |

| II Nebenwerk C–c3 |    |
| Geigenprinzipal   | 8′ |
| Flöte             | 8′ |
| Salicional        | 8′ |
| Flöte             | 4′ |
| Tremulant         |    |

| Pedal C–c1    |     |
| Prinzipalbass | 16′ |
| Subbass       | 16′ |
| Violonbass    | 8′  |

- Koppeln: II/I, I/P, II/P

## Baugeschichte der Strebel-Orgel

### Anlass und Konzeptionszeit
Die 1882 von Joseph Bittner errichtete Vorgänger-Orgel ist gemeinsam mit der Pfarrkirche St. Michael am 26. Februar 1903 einem Kirchenbrand zum Opfer gefallen. 1906 nahm der damalige Stadtpfarrer von Stadtsteinach, Andreas Schmitt, Kontakt mit der in Nürnberg angesiedelten Orgelbau-Anstalt Johannes Strebel auf, da die inzwischen neuerrichtete Pfarrkirche (Bauoberleitung: Josef Schmitz, Nürnberg) ein mit den neuesten Errungenschaften des damaligen Orgelbaus ausgestattetes Instrument bekommen sollte (Nach den negativen Erfahrungen mit der mechanischen Traktur des unmittelbaren Vorgängerinstruments sollte die neue Orgel mit einer röhrenpneumatischen Traktur ausgestattet werden).
Unter Einbeziehung des Orgelsachverständigen des Erzbistums Bamberg, Valentin Höller, legte Wilhelm Strebel – ältester Sohn des Orgelbauers Johannes Strebel – in einem Brief mit Datum vom 1. September 1906 zwei alternative Konzeptionen vor. Nach weiteren Planungen reichte er seinen Kostenvoranschlag mit Datum vom 30. Juli 1908 ein. Nachdem weitere Orgelbaufirmen um Vorschläge angefragt (Georg Thierauf, Lichtenfels; Johann Wolf & Sohn, Bayreuth; Willibald Siemann & Co., München), verschiedene Kostenvoranschläge eingereicht und bewertet worden waren, schloss die Kirchenverwaltung Stadtsteinach am 1. Oktober 1909 mit der Orgelbau-Anstalt von Johannes Strebel einen Orgelbauvertrag. Dies geschah ungeachtet dessen, dass zu diesem Zeitpunkt die Finanzierung des Neubaus keineswegs gesichert war. (Ein eigener Vertrag mit der Orgelbau-Anstalt von Strebel über das – nach einem Entwurf des für die gesamte Innenausstattung der neuen Pfarrkirche zuständigen Münchener Architekten Anton Bachmann zu erstellende – Orgelgehäuse folgte im August 1910).

### Aufstellung und Abnahme
Im Juli 1911 wurde mit der Aufstellung der Orgel begonnen. Wilhelm Strebel und sein Mitarbeiter mussten jedoch feststellen, dass das Gehäuse nicht passte, es war gut 60 cm zu hoch ausgefallen. Strebel wies jegliche Verantwortung von sich; die Orgelbau-Anstalt habe strikt nach dem Plan und den Maßangaben des Architekten Anton Bachmann gearbeitet. Bachmann und Strebel einigten sich schließlich darauf, den Gehäusesockel um 36 cm abzusägen, und nahmen dadurch in Kauf, dass die ursprünglichen Proportionen des Orgelgehäuses zerstört wurden, insbesondere der Prospekt nicht die vorgesehene Wirkung erzielt und zu nahe an das Kirchengewölbe reicht.
Am 10. August 1911 fand eine Vorprüfung des Instruments durch Valentin Höller statt, bevor er es – nach kleineren Feinabstimmungen – im Beisein der Kirchenverwaltung am 15. September 1911 offiziell abnahm und es im Rahmen eines Festkonzertes erstmals vorstellte. In seinem schriftlich abgefassten Gutachten kam Höller unter anderem zu folgender Gesamtbewertung:
„Alles in allem muß gesagt werden, daß die ganze Arbeit an und in der Orgel wo man hinsieht, von größter Sorgfalt und Akuratesse Zeugnis gibt, und da außerdem das Material, aus welchem die sämtlichen Teile angefertigt sind, das denkbar beste ist, so kann der Unterzeichnete hiemit unumwunden seine Anerkennung über das geprüfte Orgelwerk dahin zum Ausdruck bringen, daß er es für ein nach allen Seiten hin vollendetes Meisterwerk erklärt, ein Meisterwerk, voll Stärke und Milde, voll Kraft und Schönheit, voll Biegsamkeit, Beseeltheit und Würde des Tones, ein zeitgemäßes kirchliches Kunstwerk, wohl geeignet die Gemeinde zu erbauen und zu erheben, zu leiten und zu begleiten – ein Werk, das seinen Meister lobt und der Gemeinde, die es erbauen ließ, zur Ehre gereicht.“
Das ursprünglich zu hoch gefertigte Orgelgehäuse fand in dem Abnahmegutachten keinerlei Erwähnung. Es steht darin zu lesen: „Endlich ist auch das Gehäuse mit seinem reichvergoldeten Prospekt, dem Stile der Kirche entsprechend solid und kunstgerecht ausgeführt, und bildet eine hervorragende Zierde des neuen Gotteshauses.“

### Originale Disposition

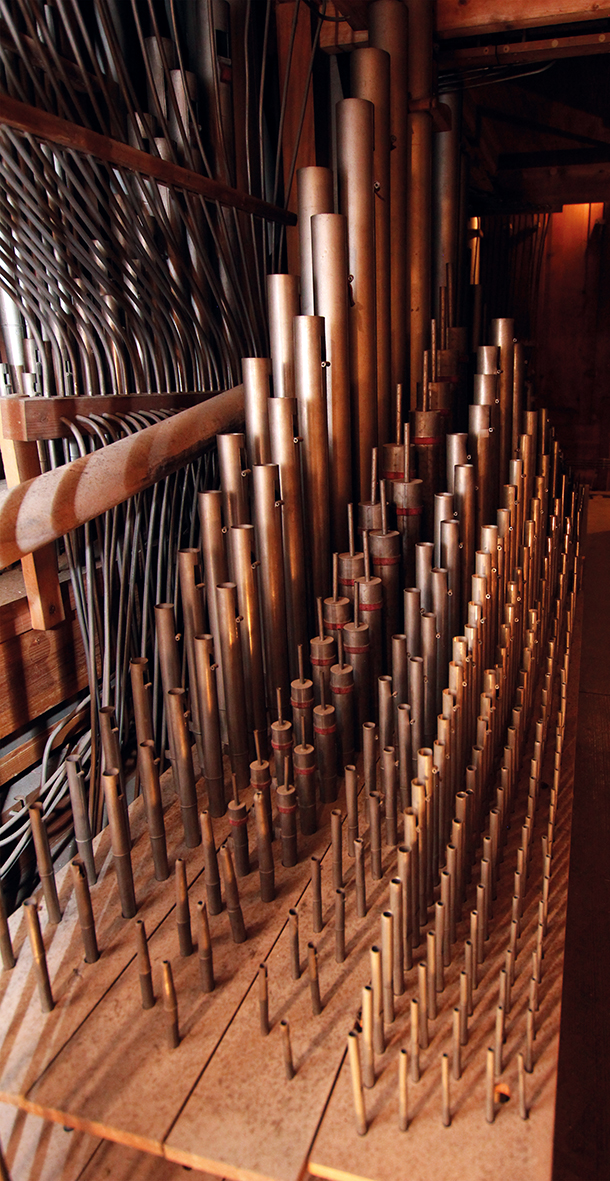
Pfeifen auf der Unterlade Hauptwerk

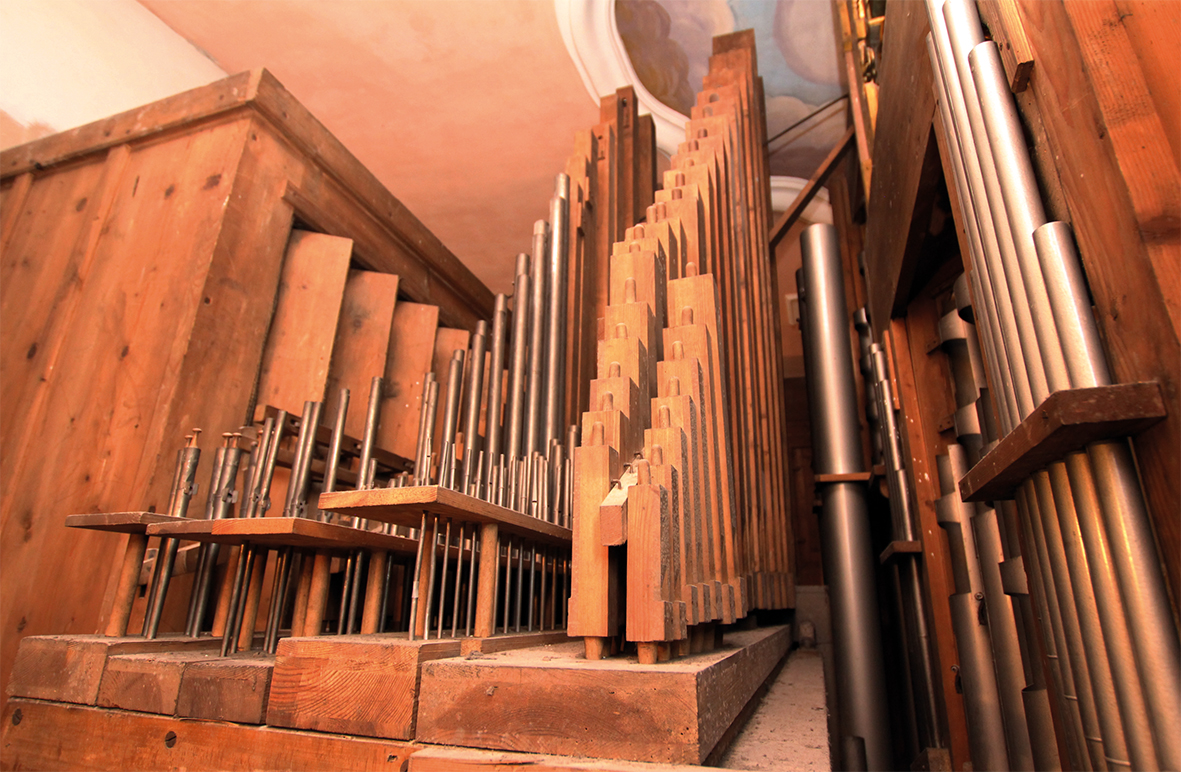
Pfeifen auf der Oberlade Hauptwerk

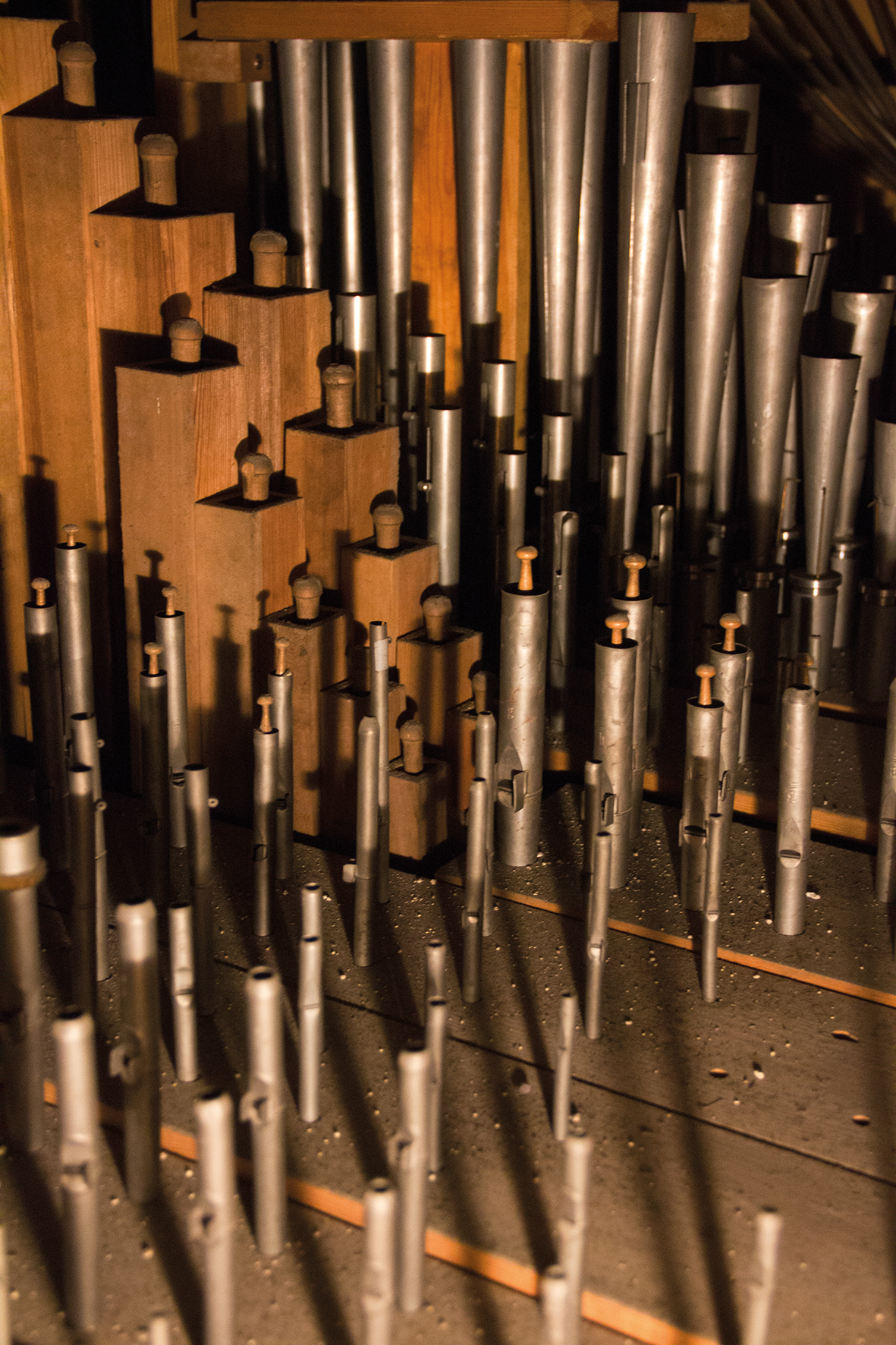
Pfeifen im Schwellwerk

Die Strebel-Orgel hatte ursprünglich 27 Labialregister und eine röhrenpneumatische Traktur.
Disposition (Wilhelm Strebel und Valentin Höller):
| I Hauptwerk C–g3  |       |
| auf der Oberlade  |       |
| Bourdon           | 16′   |
| Doppelflöte       | 8′    |
| Viola di Gamba    | 8′    |
| Salicional        | 8′    |
| Rohrflöte         | 4′    |
|                   |       |
| auf der Unterlade |       |
| Prinzipal         | 8′    |
| Gedeckt           | 8′    |
| Octave            | 4′    |
| Octave            | 2′    |
| Mixtur III        | 2 ⁄3′ |

| II Schwellwerk C–g3 |        |
| Geigenprinzipal     | 8′     |
| Lieblich Gedeckt    | 8′     |
| Flauto amabile      | 8′     |
| Aeoline             | 8′     |
| Vox coelestis       | 8′     |
| Quintatön           | 8′     |
| Hornprinzipal       | 4′     |
| Flauto traverso     | 4′     |
| Quintflöte          | 2 ⁄3′  |
| Flautino            | 2′     |
| Terzflöte           | 1 3⁄5′ |
| Cornettino III      | 2 ⁄3′  |

| Pedal C–d1           |     |
| Contrabass           | 16′ |
| Subbass              | 16′ |
| Bourdonbass (aus HW) | 16′ |
| Prinzipalbass        | 8′  |
| Violoncello          | 8′  |

- Koppeln:
  - Normalkoppeln: II/I, I/P, II/P
  - Superoktavkoppel: II/I
  - Suboktavkoppel: II/I
- Spielhilfen: 5 feste Kombinationen (p, mf, f, ff, Tutti), 2 freie Kombinationen, automatisches Pianopedal, Crescendowalze

In einem seiner Dispositionsentwürfe aus dem Jahr 1906 hatte Wilhelm Strebel auch zwei Lingualstimmen erwogen: Trompete 8′ im Hauptwerk und Posaune 16′ im Pedalwerk. Allerdings äußerte er Bedenken: Lingualstimmen könnten für die Akustik dieser Kirche zu stark sein und müssten – falls sie Verwendung finden sollten – sehr zurückhaltend intoniert werden. Letztlich wurde in der umgesetzten Originaldisposition darauf verzichtet.

## Weiteres Schicksal

### Maßnahmen bis 1960
Ein mit der Orgelbau-Anstalt von Johannes Strebel Anfang Januar 1912 abgeschlossener Wartungsvertrag kam nicht zum Tragen. Stattdessen warteten in der ersten Hälfte des 20. Jahrhunderts verschiedene andere Orgelbauer das Instrument (Eusebius Dietmann, Emil Mann, Hans Dentler und Max Thierauf). Größere Arbeiten wurden nach Kircheninnenrenovierungen im Jahr 1935 (durch die Fa. Eusebius Dietmann) sowie 1951 (durch die Fa. Hans Dentler) durchgeführt.

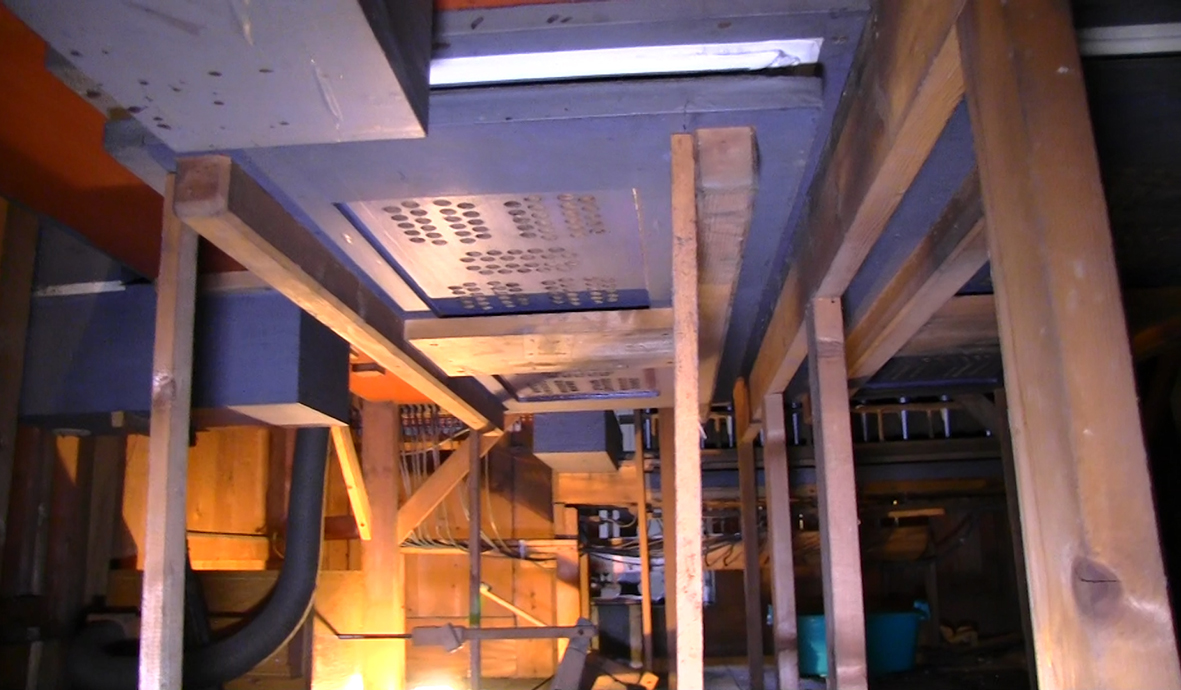
Originale Schöpfbälge, seit 1935 blockiert

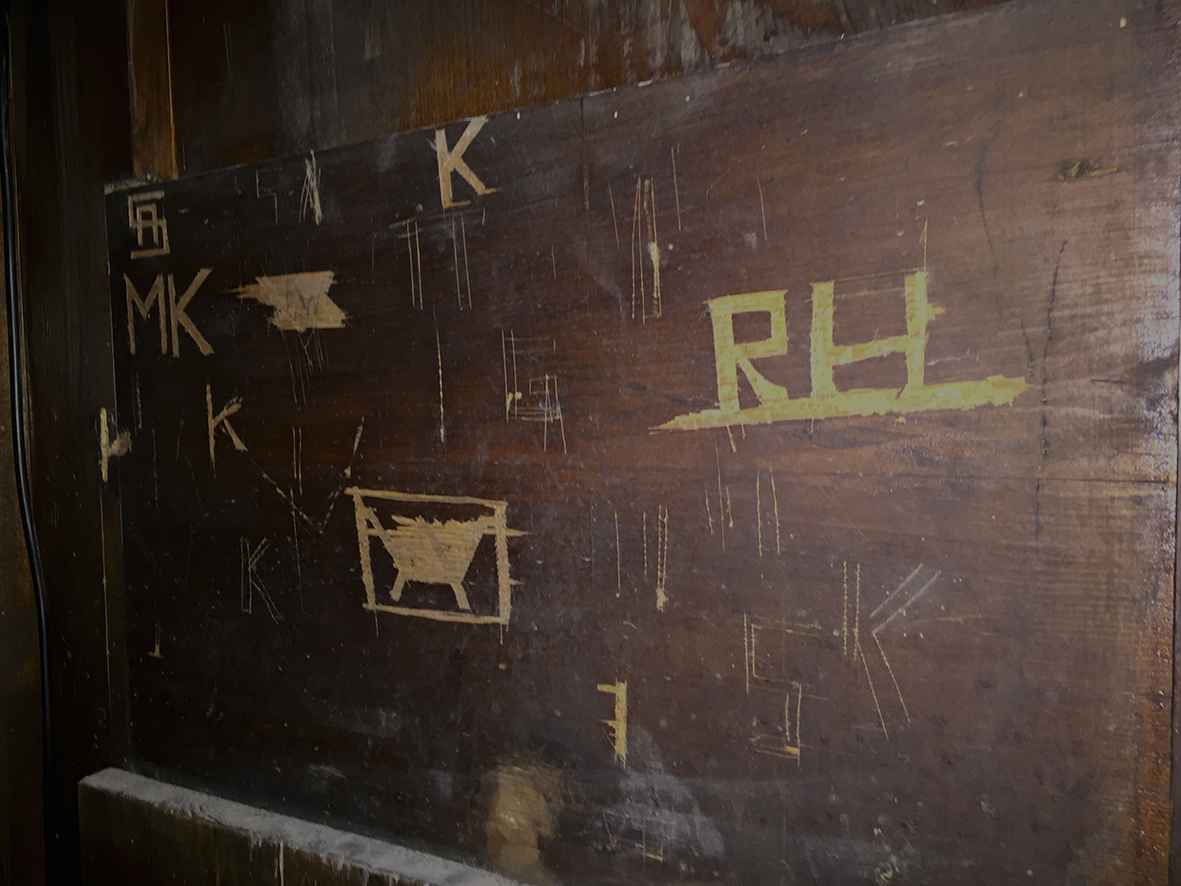
Calcantenhinterlassenschaften im Orgelgehäuse

Bereits Wilhelm Strebel hatte für die Windversorgung der Orgel den Einbau eines elektrischen Gebläses vorgeschlagen. Ein solches konnte aus Kostengründen erst im Jahr 1935 zugebaut werden. Die mechanischen Schöpfbälge (sie wurden lediglich blockiert) blieben samt der beiden Schöpftritte erhalten.

### Technische Veränderung und Klangumbau 1960
Orgelbauer Max Thierauf (Fa. Eusebius Dietmann, Lichtenfels) führte im Juni 1960 folgende Arbeiten aus:
- Umbau zur elektropneumatischen Traktur mit Einrichtung eines elektrischen, fahrbaren Spieltisches.

- Barockisierender Klangumbau:

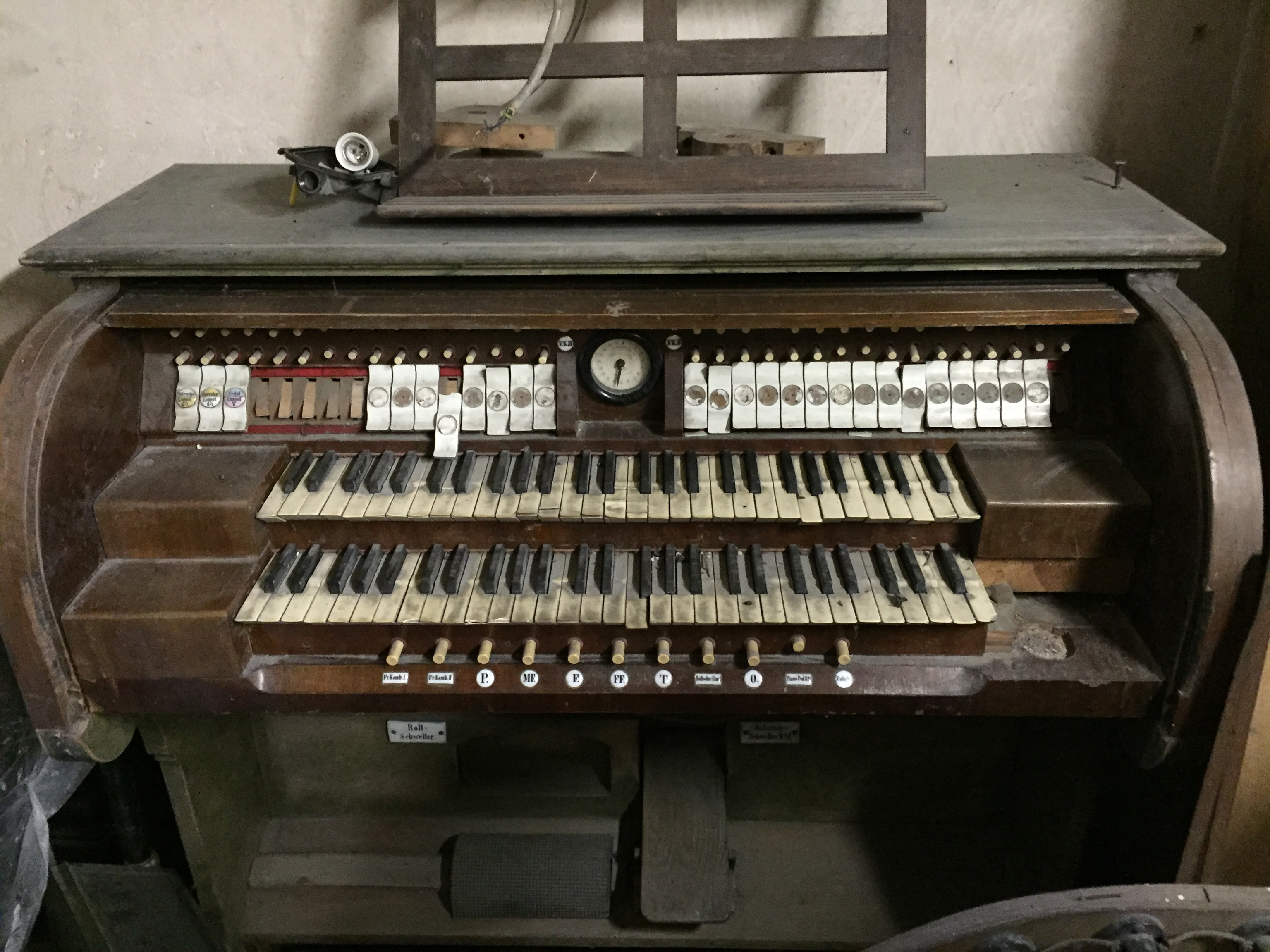
Originaler, pneumatischer Spieltisch (Aufnahme 2017)

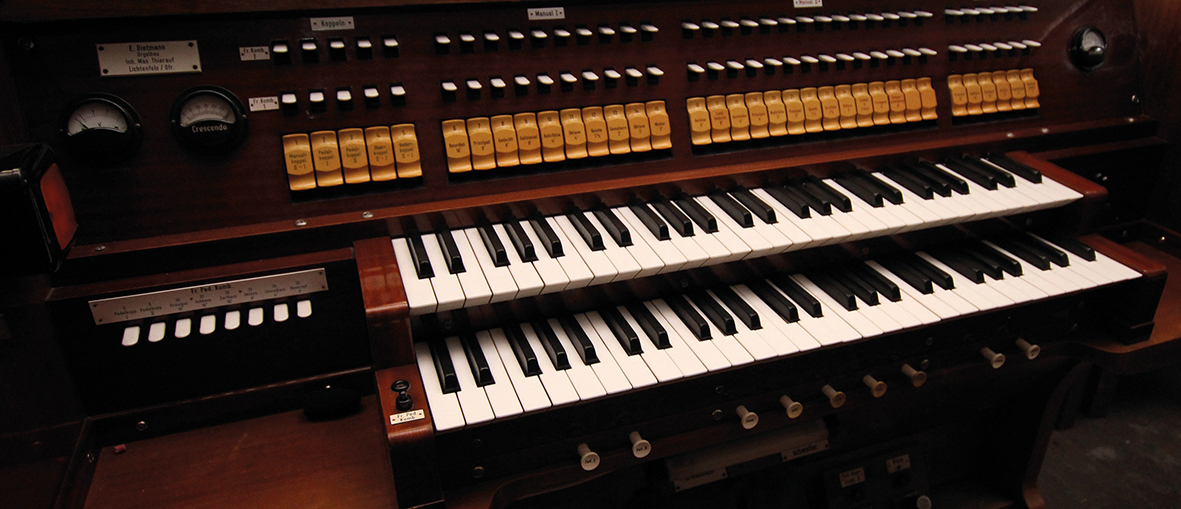
Elektrischer Spieltisch, Detailaufnahme

  - 8 Register jeweils um eine ganze Oktave nach oben gerückt.
  - Cornettino III 2 2⁄3′ im Schwellwerk in Einzelchöre aufgelöst.
  - Doppelflöte 8′ sowie Viola di Gamba 8′ (jeweils im Hauptwerk) ganz entfernt.
  - neu: Gemshorn 2′ (Hauptwerk), Zimbel III  1⁄2′ (Schwellwerk), Bauernflöte 2′ (Pedal), plus Lingualregister Trompete 8′ (Schwellwerk).
- Reparatur- und Wartungsarbeiten am gesamten Pfeifenwerk und an den Wind- und Taschenladen.

### Disposition seit 1960
Nach dem klanglichen und technischen Umbau hat die Strebel-Orgel 27 Labialregister sowie 1 Lingualregister (Schwellwerk) mit elektropneumatischer Traktur.
Disposition (Peter Biller):
| I Hauptwerk C–g3  |       |
| auf der Oberlade  |       |
| Bourdon           | 16′   |
| Salicional        | 8′    |
| Rohrflöte         | 4′    |
| Quintflöte        | 2 ⁄3′ |
| Gemshorn (neu)    | 2′    |
|                   |       |
| auf der Unterlade |       |
| Prinzipal         | 8′    |
| Gedeckt           | 8′    |
| Octave            | 4′    |
| Octave            | 2′    |
| Mixtur II         | 2′    |

| II Schwellwerk C–g3                           |        |
| Lieblich Gedeckt                              | 8′     |
| Aeoline                                       | 8′     |
| Geigenschwebung (entspricht Vox coelestis 8′) | 8′     |
| Prinzipal (bis 1960 Geigenprinzipal 8′)       | 4′     |
| Quintatön (bis 1960 Quintatön 8′)             | 4′     |
| Prinzipal (bis 1960 Hornprinzipal 4′)         | 2′     |
| Waldflöte (bis 1960 Flauto traverso 4′)       | 2′     |
| Quintflöte (bis 1960 Quintflöte 2 ⁄3′)        | 1 ⁄3′  |
| Terzflöte                                     | 1 3⁄5′ |
| Oktave (bis 1960 Flautino 2′)                 | 1′     |
| Zimbel III (neu)                              | 1⁄2′   |
| Trompete (neu)                                | 8′     |
| Tremulant                                     |        |

| Pedal C–d1                             |     |
| Principalbass (bis 1960 Contrabass)    | 16′ |
| Subbass                                | 16′ |
| Zartbass (aus HW: Bourdon)             | 16′ |
| Oktavbass (bis 1960 Prinzipalbass 16′) | 8′  |
| Choralbass (bis 1960 Violoncello 8′)   | 4′  |
| Bauernflöte (neu)                      | 2′  |

- Koppeln:
  - Normalkoppeln: II/I, I/P, II/P (Pedalkoppeln bis f1 ausgebaut)
  - Oberkoppeln: II/I, II/P
  - Unterkoppel: II/I
- Spielhilfen: 2 feste Kombinationen (p, Tutti), 2 freie Kombinationen, 1 freie Pedalkombination, Zungen ab, Crescendowalze

### Maßnahmen seit 1960
In der Nachfolge des 1964 verstorbenen Max Thierauf 1964 wurde Pflege und Wartung der Strebel-Orgel von 1972 bis 2000 der Orgelbaufirma Ludwig Eisenbarth (Passau) übertragen. In diesem Zeitraum wurden zunächst die elektropneumatische Traktur vervollständigt, ein neuer Schwellapparat zur Steuerung der Jalousien des Schwellwerks eingebaut und das Instrument neben kleineren Reparaturarbeiten zweimal einer Generalreinigung unterzogen (1972 und 1985).
Nach der Firma Ludwig Eisenbarth war kurzzeitig der Bamberger Orgelbaumeister Thomas Eichfelder mit der Strebel-Orgel befasst. Im Vorfeld einer mehrjährigen, im Jahr 2003 begonnenen Innensanierung der Pfarrkirche verpackte er die Orgel, damit sie während der Bauarbeiten vor Staub und Schmutz geschützt wurde. Nach Abschluss der Sanierungsarbeiten im Kirchenraum wurde die Orgel von ihm wieder enthüllt – allerdings wurde bei dieser Gelegenheit versäumt, das Orgel- und Pfeifenwerk vom Baustaub zu reinigen. In den letzten Jahren wurde Orgelbaumeister Karsten Hörl (Helmbrechts) immer dann aktiv, wenn kleinere Notreparaturen an der Orgel anstanden.

## Restaurierungsprojekt: Rückversetzung in den Originalzustand

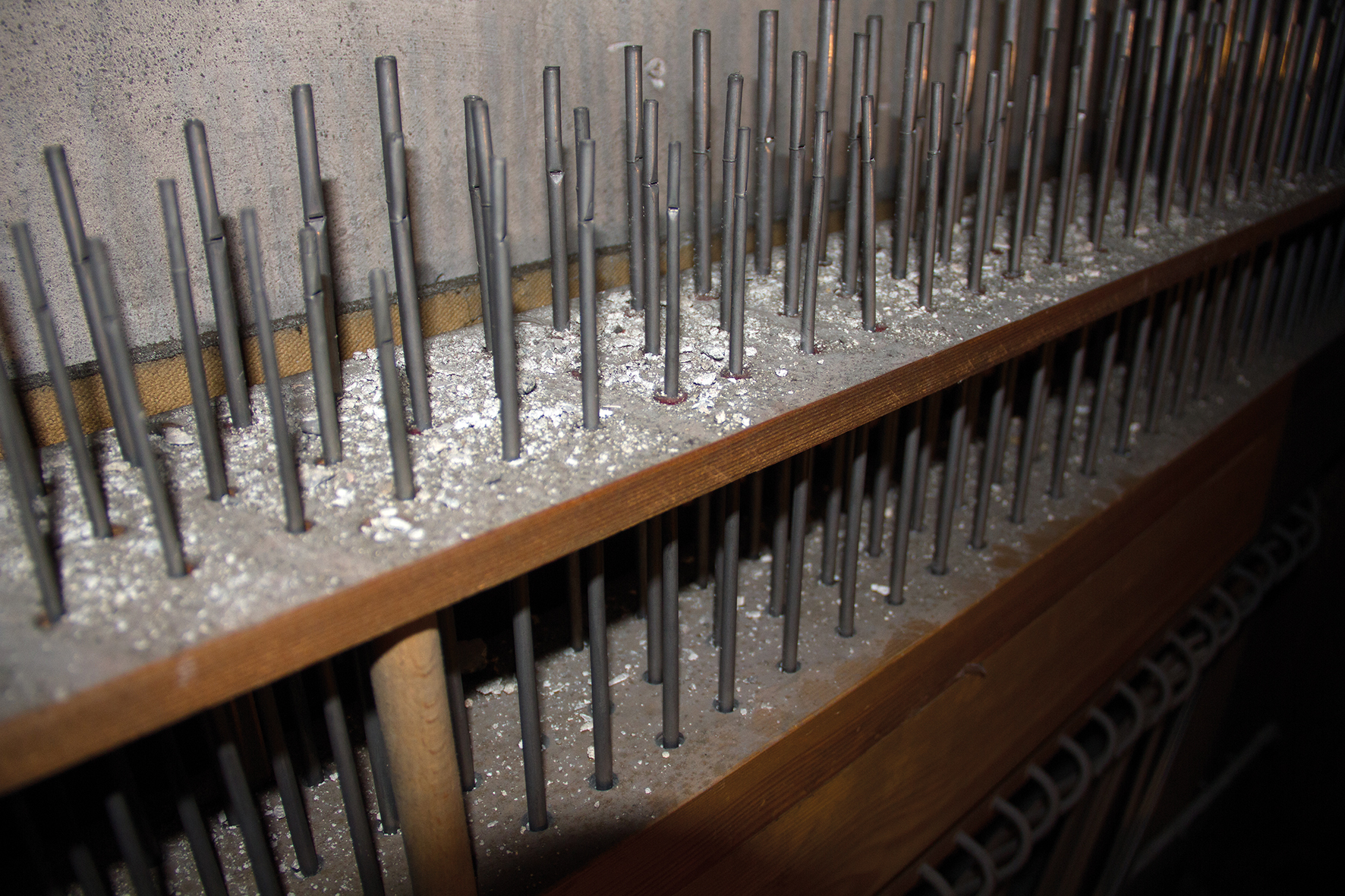
Zimbel III ′: Windlade, Pfeifenstock und Pfeifen (2017)

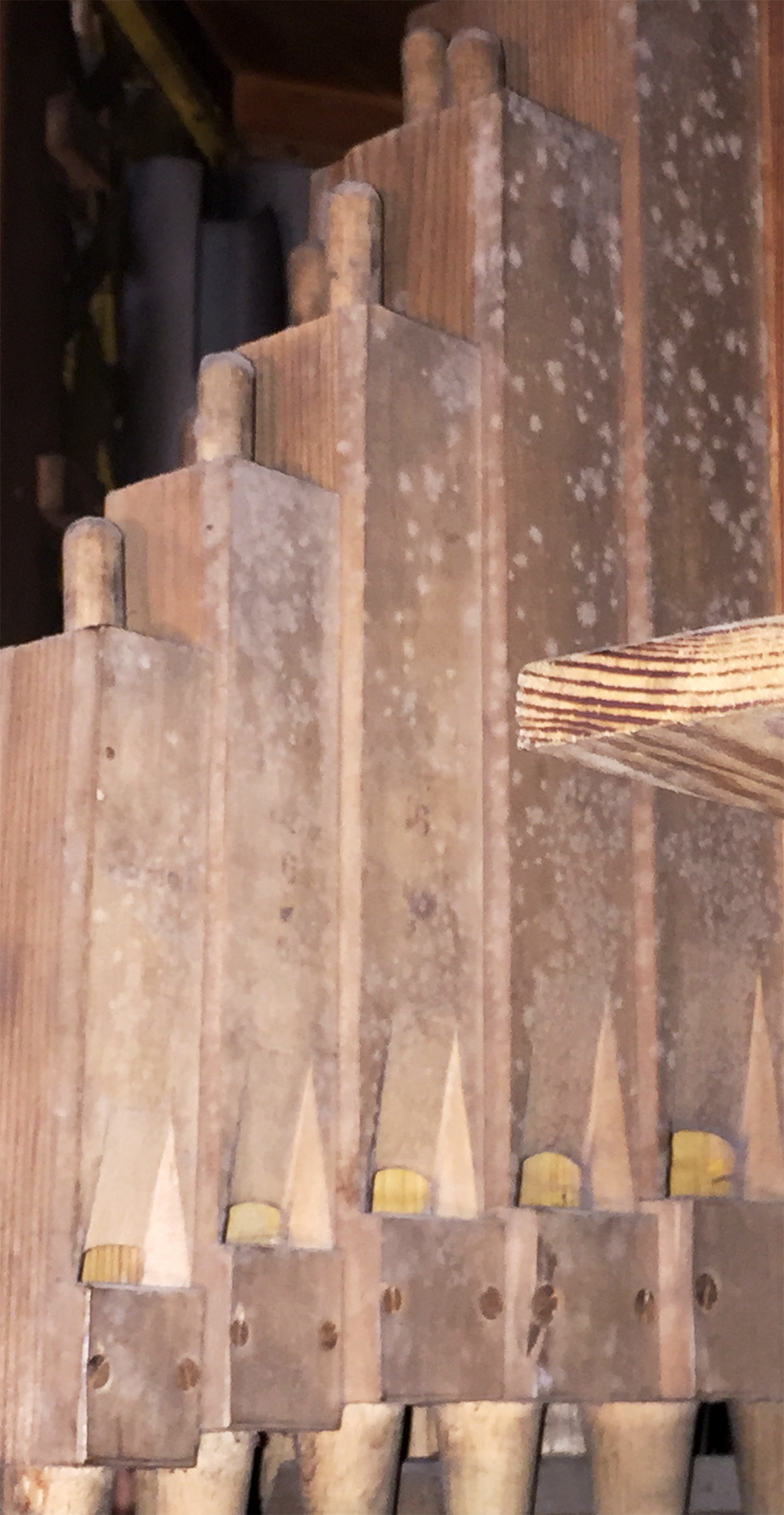
Beispiel für Schimmelpilzbefall: Bourdon 16′ (2017)

Die letzte Generalreinigung und Überholung der Strebel-Orgel in St. Michael erfolgte 1985. Von einigen Missstimmungen und gelegentlichen Ausfällen elektrischer Relais’ oder jahreszeitlich bedingten Heulern in manchen Registern abgesehen, spricht inzwischen in einigen Registern die ein oder andere Pfeife überhaupt nicht mehr an (Tonausfälle beim Spiel). Die elektrischen Installationen (Schwachstromversorgung, Verkabelungen des Spieltisches und im Innern des Orgelgehäuses, Gebläsemotor) entsprechen nicht mehr den geltenden Brandschutzbestimmungen. Holzpfeifen, Windladen, Pfeifenstöcke, Blasebalg und andere Bauteile sind stark vom Schimmelpilz befallen.
Am Beginn des Jahres 2016 startete aufgrund des bedenklichen Zustandes des Instruments das Projekt seiner Instandsetzung, das eine umfassende Restaurierung und Revision des barockisierenden Klangumbaus vom Juni 1960 anzielte. Die vergleichbaren Instrumente aus dem Hause der Orgelbau-Anstalt von Johannes Strebel in Röthenbach a. d. Pegnitz, Lauscha und Gräfenthal spielten dabei mit ihren jeweiligen Dispositionen eine bedeutende Referenzrolle, um in Stadtsteinach auf originale Strebel-Mensuren bei der Rekonstruktion verlorener Register zurückgreifen zu können.

Aus finanziellen Gründen wurde dieses umfassende Instandsetzungsprojekt im Frühjahr 2020 aufgegeben. Stattdessen erfolgte im April 2020 durch die Fa. Orgelbau Hörl, Helmbrechts, eine Grundreinigung des Instruments, die die Ausbesserung kleinerer Schäden, die Schimmelpilzbeseitigung am Gehäuse, an Pfeifen sowie Windladen umfasste. Zudem wurde durch weitere Handwerksfirmen die Beleuchtung im Innern des Orgelgehäuses neu eingerichtet und der Verputz an der Rückwand des Schwellkastens ausgebessert.